# Deadly Premonition 2: A Blessing in Disguise

Deadly Premonition 2: A Blessing in Disguise est un jeu vidéo d'horreur psychologique en monde ouvert sorti le 10 juillet 2020 sur Nintendo Switch, puis porté en 2022 sur Microsoft Windows.
Il s'agit de la suite de Deadly Premonition.

## Trame
Le récit-cadre de Deadly Premonition 2 se déroule dans l'appartement de Francis Zach Morgan à Boston (Massachusetts), en 2019, une décennie après les évènements de Deadly Premonition. L'agent spécial du FBI Aaliyah Davis (Mela Lee) et son partenaire Simon Jones (Christopher Corey Smith (en)) interrogent un Zach malade (Jeff Kramer) sur son implication dans l'affaire du meurtre de Lise Clarkson, la petite-fille de seize ans de la puissante famille Clarkson, à Le Carré. Zach raconte comment, en 2005, lui et sa personnalité alternative York, créée à la suite de ses traumatismes d'enfance, sont venus à Le Carré pour enquêter sur les liens entre le meurtre et une drogue de rue addictive, le Saint Rouge.
Pendant son enquête à Le Carré, York reçoit occasionnellement de l'aide de Patricia « Patti » Woods (Cassandra Lee Morris (en)), la jeune fille du shérif de la ville Melvin Woods (Ogie Banks (en)), et de Houngan, une entité surnaturelle qui fournit des indices à York au moyen d'énigmes. En revenant sur le lieu du meurtre de Lise, York découvre qu'elle avait été démembrée par sa mère Galena (Kate Higgins) en présence du Professeur R (Billy Kametz (en)), que York soupçonne d'être impliqué dans la production de Saint Rouge. York entre alors dans l'Autre Monde, où il affronte une version monstrueuse de Galena, qui prétend avoir agi dans le but de créer un nouveau monde. De retour à la réalité, il arrête Galena et l'emmène à la prison de la ville.
Le lendemain, il découvre que Galena a été assassinée et traque le Professeur R, qui s'avère être une femme trans nommée Lena Dauman. Née héritière de la famille Clarkson, elle est devenue une apôtre de la déesse de la fertilité après avoir rencontré l'entité surnaturelle Forrest Kaysen (Joe Hernandez), utilisant le Saint Rouge pour transformer les corps et faire mûrir les âmes des offrandes humaines sélectionnées pour la déesse. York entre de nouveau dans l'Autre Monde pour examiner une scène de violence entre Lena et son père, P.J. Clarkson (David Lodge (en)). P.J. déplore le déclin du prestige de sa famille et révèle qu'il savait que Lena avait eu une relation incestueuse avec sa sœur aînée, Candy, qui a donné naissance à une enfant, Patti. York affronte alors une forme monstrueuse de Lena et revient à la réalité alors qu'une bombe posée par Lena explose, la tuant elle ainsi que son père. Melvin et Patti disparaissent ensuite, mais York finit par les retrouver dans une maison sur pilotis. Corrompu par le Saint Rouge, Melvin avoue son amour pour Lena et prévoit de terminer le plan de Lena en sacrifiant Patti. Cependant, Melvin change d'avis et meurt avec Candy dans un incendie, tandis que Patti s'échappe avec York.
De retour dans le présent, Zach sollicite l'aide de Simon Jones pour retrouver Avery Smith (Armen Taylor), un homme simple d'esprit amoureux de Lise. York retourne à Le Carré, à l'endroit où le corps de Lise a été trouvé, et confronte Avery dans l'Autre Monde. Zach bat Avery, mais lorsqu'il tente de libérer Patti, il a une vision de Patti, qui lui reproche de ne pas l'avoir laissée mourir dans la maison sur pilotis, et de ne pas avoir été capable de sauver Emily, la femme qu'il aimait dans Deadly Premonition. Submergé par sa culpabilité concernant la mort d'Emily, Zach succombe à son angoisse et est transformé en monstre par Kaysen. Aaliyah confronte Zach et le tue d'un coup de feu. Quand Aaliyah, influencée par Kaysen, tente de tirer sur Patti, York intervient pour la sauver et brise l'emprise surnaturelle de Kaysen sur Aaliyah. Patti, bouleversée par la mort imminente de Zach, conclut un accord avec York pour prolonger la vie de Zach. Dans une scène post-générique, Patti passe un appel vidéo à Zach, pendant que Zach parle avec York par messages textuels.